# 我們永不言棄
《我們永不言棄》（英語：Knockout）是一部於2020年上映，以專業拳擊題材為背景的寫實溫情勵志電影，屬心靈環保類型，由導演周顯揚執導及監制，寰亞電影及中影寰亞電影公司出品，顯揚映像製作有限公司及天一電影製作有限公司製作，杜緻朗擔任監製及編劇，林迪安任動作指導，韓庚、鄔君梅、蔡書靈主演、張鈞𡩋及姜皓文友情演出。電影講述過氣落魄拳王周始，無法彌補對亡妻及孤女的傷害，決心洗滌心靈戾氣，從新做人，與女兒相依為命，以 「身教」方式鼓勵女兒抵抗病魔，以永不言棄的意志及精神對抗逆境。
影片原定於2020年3月在中國大陸正式上映，但於新冠肺炎疫情，內地戲院暫時停業，令不少準備上映的電影也告煞停，但由於電影題材勵志富正能量，寰亞為應對內地影院暫時停開，率先將電影於4月20日，改為愛奇藝平台作優先網絡點映。影片首周在愛奇藝平台取得熱播榜、飆升榜雙冠軍。微博觀眾評分達到 9.7 的高分，編輯評分 8.4 分。在微博電影推介榜的熱度指數曾攀升首位。首月一直維持熱播榜十名內。及後鑑於香港疫情緩和，戲院於5月8日起可以恢復營業，電影公司安排《我們永不言棄》於5月14日正式公映，使本片成為疫情下戲院解封後正式上映的第一部華語電影。

## 剧情

### 概述
中國拳王周始，曾經在擂台上戰無不勝風光無限，一次意外招致入獄。出獄後的周始性情大變，為照顧幼女，決心放棄拳擊，和幼女周自在相依為命，不惜回到平淡的生活，被困於人生低谷。後來幼女被確診患上白血病，更給了周始致命一擊！無奈把女兒交托給一直痛恨他的岳母照顧。最終，周始為了鼓勵女兒戰勝病魔，他決心以36歲高齡拳手的身份返回拳擂，在拳擊路上親身鼓勵女兒面對打擊不要放棄。

### 细节
電影中的數場拳擊比賽場面，演員都沒有用替身。周顯揚拍這電影的大前題，是希望能拍攝一部真實的電影，盡量加強當中的實感。導演對韓庚的要求，不僅是體能的鍛鍊，為了增強實感，監製杜致朗還特地在日本拳擊總會找來真正的拳手、地區冠軍，跟他一起訓練，讓他有真正的拳手訓練的氛圍。電影內每場拳賽里的對手都是真實拳手，都沒有起用演員，務求使主演整天都混在專業運動員之中，使他不知不覺更像一個運動拳擊手。
除了拳賽部分，醫療部分也找來真的急症室醫生演出急症室醫生。韓庚當外賣小哥部分，導演也找來真的外賣小哥來跟組，跟外賣小哥一起吃飯，一起送外賣，小哥怎麼做，演員怎麼做，目的使韓庚徹底脫下明星的氣質和心態。

## 演员
| 演员   | 角色   | 备注 |
| 韓庚   | 周始   | 前IBF中量級拳王，因錯手殺人被判刑六年，出獄後決心決心洗滌戾氣，與女兒相依為命，當外賣小哥養活女兒                                                                   |
| 鄔君梅 | 方勝男 | 周自在的外婆，上市公司主席，曾患癌症。6年前女兒離家出走後，亦因為要醫病，跟女兒多年來沒有來往。直至得知女兒已離世的消息。為了贖罪，決心要跟周始爭奪周自在的撫養權。 |
| 蔡書靈 | 周自在 | 周始7歲女兒，聰明可愛。 |
| 姜皓文 | 龍敬孫 | 澳門勢力人士，和周始於澳門監獄認識，非常欣賞周始，為人有義氣，最終助周始走出低谷。                                                                                  |

## 制作
2018年11月11日在無錫市開機，劇組在無錫片廠搭建一比一的體育館內景。拍畢廠景後移師東京拍攝外景。2020年1月16日正式在日本東京殺青。
電影結尾東京巨蛋之戰，周始為女兒出戰，需要剪光頭亮相，導演為了支持韓庚，陪他一同剪光頭。
電影拍了兩個結局，原本講述結局東京巨蛋IBF國際賽上，周始輸給井川雄二，周始以意志力堅持打完12回合，以決心及身教向女兒傳達永不言棄的精神，鼓勵她站在人生擂台上，堅持對抗病魔。但因應2020年社會氣氛及為了鼓勵大家對抗疫境，導演決定採用周始戰勝的版本，以免得電影過於悲觀，及增強傳播社會正能量。

### 花絮
本片成功購得經典歌曲 Somewhere Out There 的改編版權，由波多野裕介重新編曲，由片中女主角蔡書靈翻唱。
導演周顯揚亦親自主唱電影插曲小眼睛，當作是送給女兒的禮物。
本片劇本初稿，於2005年完成。

## 发行

### 改網播及公映
影片於2020年1月完成後期及視效製作，原定於2020年3月在中國內地上映，後因新冠疫情影響，電影院暫停開放，但由於電影題材勵志富正能量，寰亞電影為應對內地影院暫時停開，率先將電影於4月20日，改為愛奇藝平台作優先網絡點映。
因應新冠疫情有所緩和，香港戲院於5月8日起可以恢復營業，  電影寰亞公司電影安排電影於5月14日公映，成為戲院重開首部公映的華語片。

## 歌曲
| 曲別   | 歌名                    | 演唱者 | 作詞         | 作曲                      |
| 歌曲   | 《小眼睛》              | 周顯揚 | 黎曼         | 波多野裕介                |
| 情感曲 | 《Somewhere Out There》 | 蔡書靈 | Cynthia Weil | James Horner & Barry Mann |

## 评价
廣州日報：影片既有拳拳到肉的拳擊場面，也有感人十足的父女情深。韓庚飾演的周始，曾經是風光無限的職業拳擊手，為了激勵女兒戰勝病魔，重新開始訓練，發誓要重奪拳王寶座。截至記者發稿時止，該片在視頻網站已經獲得3.2萬熱評，不少網友紛紛表示，「影片故事雖然傳統，卻很動人」「最後一場戲太燃了，看得我潸然淚下」，也有不少人為韓庚的轉型點贊，「這樣的韓庚我沒見過。」這也是《囧媽》《肥龍過江》《大贏家》之後，又一部轉投線上的院線電影。導演周顯揚在微博透露：「我在片場跟韓庚說，我想記錄你最真實的狀態和反應，只有你被打的反應是真實的，觀眾才能真正感受到電影中傳遞出的力量。」

## 外部連結
- 香港影庫上《我們永不言棄》的資料（繁體中文）
- 豆瓣电影上《我們永不言棄》的資料 （简体中文）
- 时光网上《我們永不言棄》的資料（简体中文）
- 互联网电影数据库（IMDb）上《我們永不言棄》的资料（英文）